# Peter Mathiesen Hentze
Peter Mathiesen Hentze (* 22. Oktober 1753 in Horsens/Dänemark; † 25. Juni 1843) war ein dänischer Pfarrer, später Propst der Färöer.

## Leben
Peter war der Sohn des deutschen Maurermeisters und Gipsers Mathias Hentze, der nach Dänemark auswanderte. Er ging in Horsens auf die Lateinschule, die er im Alter von 19 Jahren absolvierte. Erst mit 29 wurde er Pfarrer und nahm 1783 eine Stellung auf Sandoy an. Im gleichen Jahr heiratete er Maren Christine Eisenberg (1758–1840).
Zwischen 1807 und 1817 war er Gemeindepfarrer für Südstreymoy, Vágur und Eysturoy. Gleichzeitig bedeutete das den Aufstieg zum Vizepropst 1807, Propst 1814 und Amtspropst 1816–1829. 1837 trat Hentze in den Ruhestand und verstarb 1843.
Sein 57 Jahre währendes Wirken als Seelsorger auf den Färöern wird als außergewöhnlich angesehen. Nebenbei soll er ein guter Arzt gewesen sein und auch als Theologe „mehr verstanden haben als sein Vaterunser“, wie sein Biograf Jørgen Bloch formuliert.
Für die Nachwelt am bedeutendsten ist seine Sammlung von färöischen Balladen. So war er zusammen mit seinem Amtskollegen Johan Henrik Schrøter an der Entstehung des ersten gedruckten Buchs auf Färöisch beteiligt, das 1822 von Hans Christian Lyngbye herausgegeben wurde: Færøske Kvæder om Sigurd Fofnersbane og hans Æt. 19 der dort abgedruckten Balladen hat Hentze zusammengetragen, der sie 1819 an Lyngbye sandte.
Besondere Bedeutung bei der schriftlichen Niederlegung der vorher nur mündlich überlieferten Sprachdenkmäler erhielt auch Hentzes Assistent Jóannes í Króki (1794–1869).
Heute ist Hentze ein weit verbreiteter Familienname auf den Färöern.